# Stazione di Kisogawa
La stazione di Kisogawa (木曽川駅?, Kisogawa-eki) è una stazione ferroviaria situata nella città di Ichinomiya, nella prefettura di Aichi in Giappone. La stazione è gestita dalla JR Central e serve la linea principale Tōkaidō.

## Linee
JR Central
■ Linea principale Tōkaidō

## Struttura
La stazione è costituita da un marciapiede a isola centrale con 2 binari in superficie.
| 1 | ■ Linea principale Tōkaidō | per Gifu, Ōgaki e Maibara        |
| 2 | ■ Linea principale Tōkaidō | per Nagoya, Toyohashi e Taketoyo |

## Stazioni adiacenti
| ≪                                 | Servizio                 | ≫                        |
| Linea principale Tōkaidō          | Linea principale Tōkaidō | Linea principale Tōkaidō |
| --------------------------------- | ------------------------ | ------------------------ |
| Owari-Ichinomiya                  | Locale                   | Gifu                     |
| Tutti gli altri treni non fermano |                          |                          |